# Osynowo
Osynowo (ukr. Осиново), wcześniej Petriwka (ukr. Петрівка) – wieś na Ukrainie, w obwodzie charkowskim, w rejonie kupiańskim. W 2001 liczyła 881 mieszkańców, spośród których 798 posługiwało się językiem ukraińskim, 81 rosyjskim, 1 białoruskim, a 1 innym.